# Okres Bytów

Administrativní dělení okresu (gminy)

Okres Bytów (polsky Powiat bytowski, kašubsky Bëtowsczi kréz) je okres v polském Pomořském vojvodství. Rozlohu má 2192,07 km² a v roce 2019 zde žilo 79 198 obyvatel. Sídlem správy okresu je město Bytów.

## Gminy
Městsko-vesnické:
- Bytów
- Miastko

Vesnické:
- Borzytuchom
- Czarna Dąbrówka
- Kołczygłowy
- Lipnica
- Parchowo
- Studzienice
- Trzebielino
- Tuchomie

## Města
- Bytów
- Miastko

## Sousední okresy
| Růžice kompasu | Słupsk     | Lębork      | Kartuzy     | Růžice kompasu |
| Růžice kompasu | Koszalin   | Sever       | Kościerzyna | Růžice kompasu |
| Růžice kompasu | Koszalin   | Okres Bytów | Kościerzyna | Růžice kompasu |
| Růžice kompasu | Koszalin   | Jih         | Kościerzyna | Růžice kompasu |
| Růžice kompasu | Szczecinek | Człuchów    | Chojnice    | Růžice kompasu |